# Hans Hollenstein
Pour les articles homonymes, voir Hollenstein.
Hans Hollenstein (né le 1er avril 1929 à Zurich) est un coureur cycliste suisse. Professionnel de 1953 à 1961, il a notamment été champion de Suisse sur route en 1957 et a disputé six Tours de France.

## Palmarès
- 1954
  - 4ea étape du Tour de France (contre-la-montre par équipes)
  - 5e étape du Tour de Suisse
- 1955
  - Tour du Nord-Ouest de la Suisse
  - 3e du championnat de Suisse sur route
- 1956
  - 2e du Grand Prix de Bâle
- 1957
  -  Champion de Suisse sur route
  - Tour de Suisse orientale
  - Grand Prix du Locle
- 1958
  - 3e du GP Veith
- 1959
  - Tour du Nord-Ouest de la Suisse
  - 3e de Berne-Genève
- 1960
  - 3e du Tour de Suisse orientale

## Résultats sur les grands tours

### Tour de France
6 participations 
- 1954 : abandon (6e étape), vainqueur de la 4ea étape (contre-la-montre par équipes)
- 1955 : 48e
- 1956 : abandon (2e étape)
- 1957 : abandon (4e étape)
- 1958 : abandon (20e étape)
- 1959 : abandon (8e étape)

### Tour d'Italie
- 1956 : abandon